# Diospyros opaca
Diospyros opaca är en tvåhjärtbladig växtart som beskrevs av Charles Baron Clarke. Diospyros opaca ingår i släktet Diospyros och familjen Ebenaceae. Inga underarter finns listade i Catalogue of Life.